# 전자 게시판

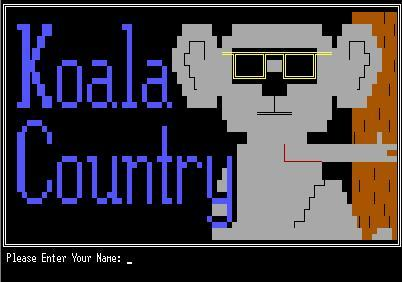
BBS ANSI 로그인 화면 예시

전자 게시판(電子揭示板, bulletin board system, BBS, 또는 computer Bulletin Board Service, CBBS)은 일반적으로 대학의 게시판 또는 중세 도시의 지역 사회 광고판을 컴퓨터 네트워크에 적용한 시스템으로, 보통 특정 전자게시판 소프트웨어를 가동하는 컴퓨터 시스템을 말한다. 사용자들은 전화선과 터미널 프로그램을 써서 시스템에 접속하고 소프트웨어를 업로드하거나 다운로드하고 게임, 뉴스, 메시지 교환 등을 할 수 있다. 전성기인 1980년대 처음부터 1990년대 중반까지 수많은 BBS들은 아마추어 시삽들이 여가 시간에 운영하는 무료 서비스였으며 몇몇 BBS들은 사용료를 요구하기도 하였다.
BBS는 여러 면에서 현재의 월드 와이드 웹과 인터넷의 다른 프로토콜들의 전신이기도 하다. BBS는 친교 목적으로 많이 쓰였으며 논문을 발표하거나 자유 프로그램이 퍼지는 경로이며 게임과 기타 다른 응용 분야에서 사용되었다.
인터넷이 널리 퍼지면서 BBS는 인터넷 프로토콜 또는 웹에 기반한 시스템으로 바뀌어갔다.

## 역사
공개 게시판의 전신은 1973년 8월 캘리포니아주 버클리에서 시작된 커뮤니티 메모리(Community Memory)였다. 유용한 마이크로컴퓨터가 당시 존재하지 않았고 모뎀은 비싸면서도 속도가 느렸다. 이러한 까닭에 커뮤니티 메모리는 메인프레임 컴퓨터에서 구동되었으며 여러 샌프란시스코 베이 에어리어 주변 지역들에 위치한 터미널들을 통해 접근되었다.

## 주요 인터넷 게시판
- 5ch
- 디시인사이드
- 레딧
- 4chan
- 페이스북 그룹

## 같이 보기
- 미니텔
- 터미널 소프트웨어
- 인터넷 포럼
- 스레드 플로트형 게시판
- 제로보드
- 그누보드